# Moussa Diop
Moussa Diop (25 de octubre de 1997) es un deportista senegalés que compite en judo. Ganó dos medallas de bronce en el Campeonato Africano de Judo, en los años 2018 y 2023.

## Palmarés internacional
| Campeonato Africano | Campeonato Africano    | Campeonato Africano | Campeonato Africano |
| Año                 | Lugar                  | Medalla             | Categoría           |
| ------------------- | ---------------------- | ------------------- | ------------------- |
| 2018                | Túnez (Túnez)          | Medalla de bronce   | –60 kg              |
| 2023                | Casablanca (Marruecos) | Medalla de bronce   | –60 kg              |